# Paesi Bassi ai Giochi della XIV Olimpiade
I Paesi Bassi parteciparono ai Giochi della XIV Olimpiade, svoltisi a Londra, dal 20 luglio al 14 agosto 1948,
con una delegazione di 149 atleti, di cui 34 donne, impegnati in 18 discipline,
aggiudicandosi 5 medaglie d'oro, 2 medaglie d'argento e 9 medaglie di bronzo.

## Medagliere

### Per discipline
| Sport             | Oro | Argento | Bronzo | Totale |
| ----------------- | --- | ------- | ------ | ------ |
| Atletica leggera  | 4   | 0       | 2      | 6      |
| Nuoto             | 1   | 0       | 2      | 3      |
| Canoa/kayak       | 0   | 1       | 0      | 1      |
| Ciclismo          | 0   | 1       | 0      | 1      |
| Vela              | 0   | 0       | 2      | 2      |
| Hockey su prato   | 0   | 0       | 1      | 1      |
| Pallanuoto        | 0   | 0       | 1      | 1      |
| Sollevamento pesi | 0   | 0       | 1      | 1      |
| Totale            | 5   | 2       | 9      | 16     |

### Medaglie
| Medaglia | Atleta | Sport             | Evento                                       |
| -------- | --- | ----------------- | -------------------------------------------- |
| Oro      | Fanny Blankers-Koen | Atletica leggera  | 100 metri piani femminili                    |
| Oro      | Fanny Blankers-Koen | Atletica leggera  | 200 metri piani femminili                    |
| Oro      | Fanny Blankers-Koen | Atletica leggera  | 80 metri ostacoli                            |
| Oro      | Xenia Stad-de Jong Nettie Witziers-Timmer Gerda van der Kade-Koudijs Fanny Blankers-Koen                                                                   | Atletica leggera  | Staffetta 4×100 metri femminile              |
| Oro      | Petronella van Vliet | Nuoto             | 200 metri rana femminili                     |
| Argento  | Alida van der Anker-Doedens | Canoa/kayak       | K1 500 metri femminile                       |
| Argento  | Gerrit Voorting | Ciclismo          | Corsa in linea                               |
| Bronzo   | Willem Slijkhuis | Atletica leggera  | 1500 metri piani                             |
| Bronzo   | Willem Slijkhuis | Atletica leggera  | 5000 metri piani                             |
| Bronzo   | André Boerstra Henk Bouwman Piet Bromberg Harry Derckx Han Drijver Dick Esser Wim van Heel Roepie Kruize Jenne Langhout Ton Richter Dick Loggere Eddy Tiel | Hockey su prato   | Torneo Maschile                              |
| Bronzo   | M.L. Linssen-Vaessen | Nuoto             | 100 metri stile libero femminili             |
| Bronzo   | Irma Heijting-Schuhmacher Margot Marsman M.L. Linssen-Vaessen Johanna Termeulen                                                                            | Nuoto             | Staffetta 4x100 metri stile libero femminile |
| Bronzo   | Paesi Bassi | Pallanuoto        | Torneo Maschile                              |
| Bronzo   | Abraham Charité | Sollevamento pesi | Pesi massimi                                 |
| Bronzo   | Koos de Jong | Vela              | Firefly                                      |
| Bronzo   | Bob Maas Eddy Stutterheim | Vela              | Star                                         |

## Risultati

### Calcio
| Atleta | Classifica |                        |
| --- | --- | ---------------------- |
| V · D · M Nazionale olandese · Calcio ai Giochi Olimpici Estivi 1948 P Kraak · P Landman · D Alberts · D Schijvenaar · D van Bun · C Beenhakkers · C de Vroet · C Krijgh · C Terlouw · A Appel · A Clavan · A Lenstra · A Rijvers · A Roosenburg · A Schaap · A Stoffelen · A van der Tuijn · A Wilkes · CT : Carver | 9° |                        |
| Nazionale olandese · Calcio ai Giochi Olimpici Estivi 1948 | |                        |
| P Kraak · P Landman · D Alberts · D Schijvenaar · D van Bun · C Beenhakkers · C de Vroet · C Krijgh · C Terlouw · A Appel · A Clavan · A Lenstra · A Rijvers · A Roosenburg · A Schaap · A Stoffelen · A van der Tuijn · A Wilkes · CT: Carver                                                                       | P Kraak · P Landman · D Alberts · D Schijvenaar · D van Bun · C Beenhakkers · C de Vroet · C Krijgh · C Terlouw · A Appel · A Clavan · A Lenstra · A Rijvers · A Roosenburg · A Schaap · A Stoffelen · A van der Tuijn · A Wilkes · CT: Carver | Paesi Bassi (bandiera) |

### Pallanuoto
| Atleta | Classifica |                        |
| --- | --- | ---------------------- |
| V · D · M Nazionale maschile olandese di pallanuoto · Giochi olimpici - Londra 1948 Braasem · Keetelaar · Korevaar · Rohner · Ruimschotel · Salomons · Smol · Stam · van Feggelen · Cabout · Smael · CT : Frans Kuijper | Bronzo |                        |
| Nazionale maschile olandese di pallanuoto · Giochi olimpici - Londra 1948 | |                        |
| Braasem · Keetelaar · Korevaar · Rohner · Ruimschotel · Salomons · Smol · Stam · van Feggelen · Cabout · Smael · CT: Frans Kuijper                                                                                      | Braasem · Keetelaar · Korevaar · Rohner · Ruimschotel · Salomons · Smol · Stam · van Feggelen · Cabout · Smael · CT: Frans Kuijper | Paesi Bassi (bandiera) |